# Башкирсько-мещерякське військо

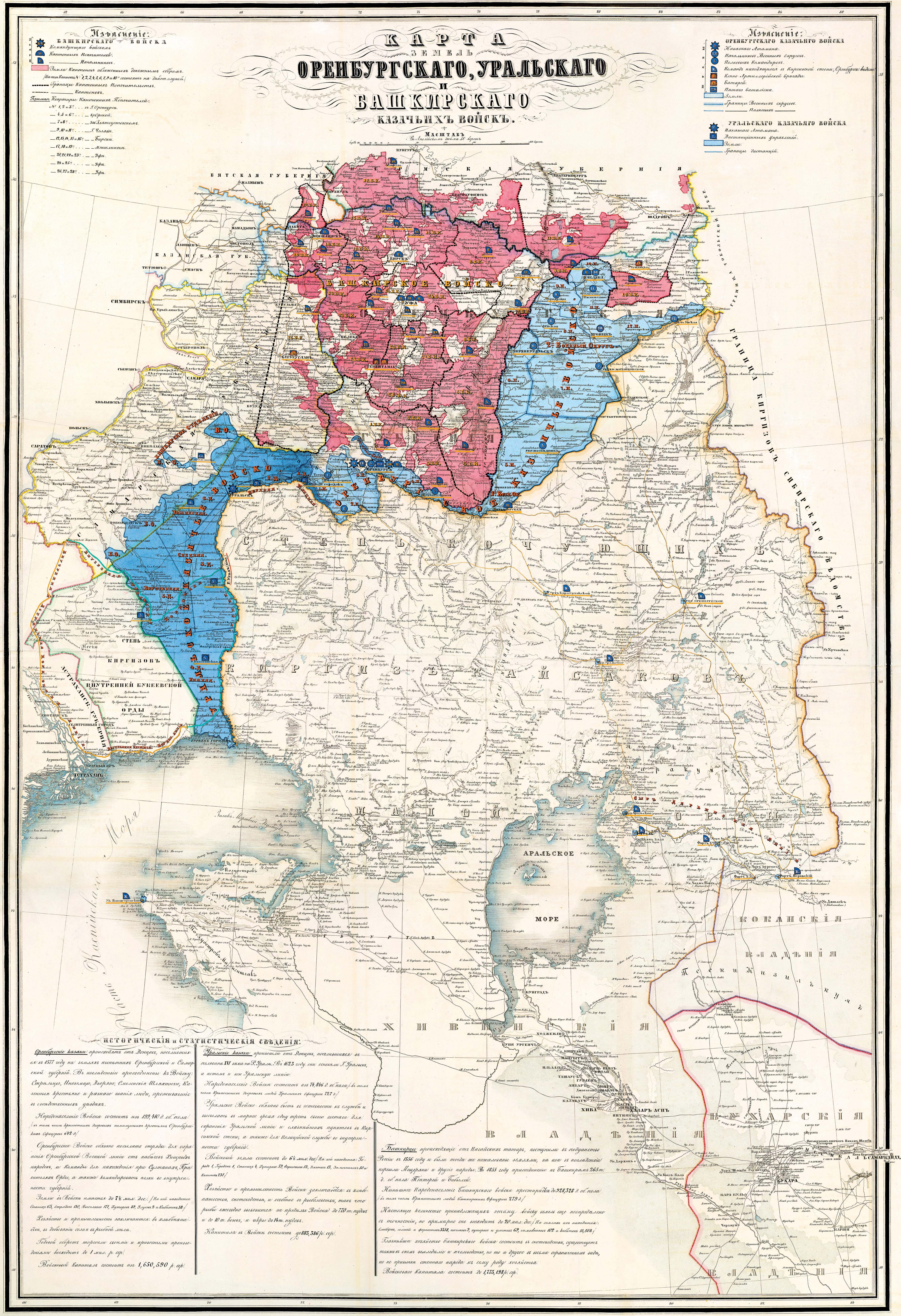
Карта земель Оренбурзького, Уральського і Башкирського козацьких військ в 1858 році.

Башкирсько-мещерякське військо (з 1855 року — Башкирське військо; башк. Башҡорт-мишәр ғәскәре тат. Башкорт-мишәр гаскәре) — іррегулярні формування на території Оренбурзької губернії, складене з башкирського і мещерякського війська, пізніше також включило до свого складу Тептярські полки зазначених губерній.
В літературі зустрічається найменування — Башкирське і Мещеряцьке військо.

## Історія війська

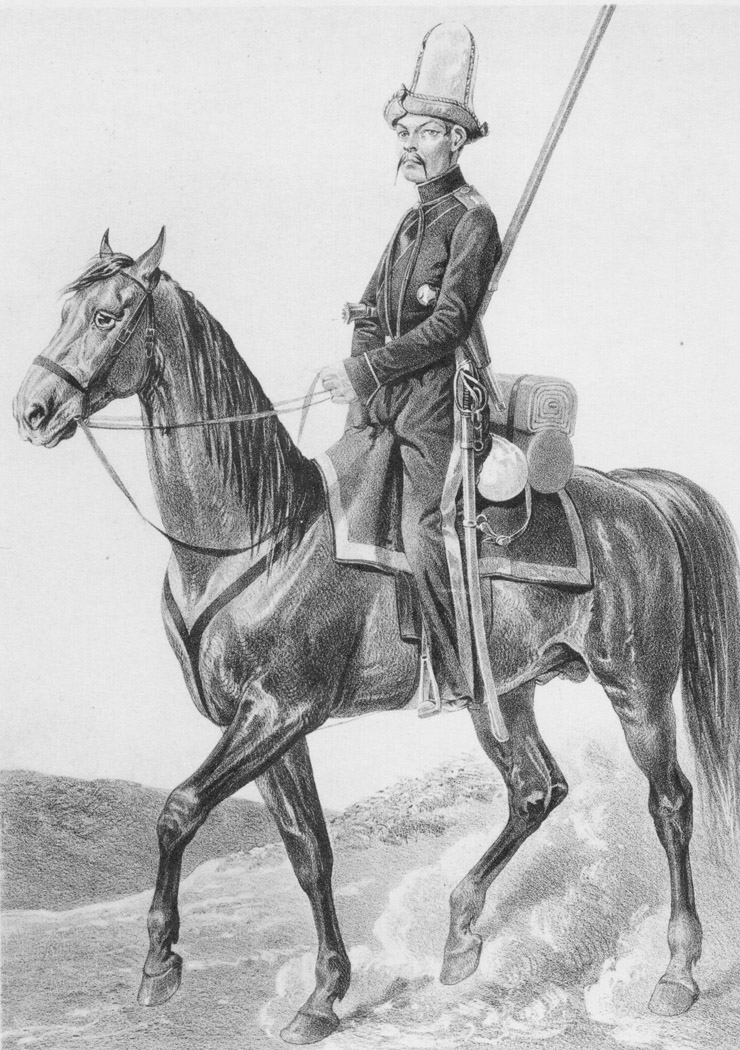
Козак башкирських кантонів. 1829—1838 рр.

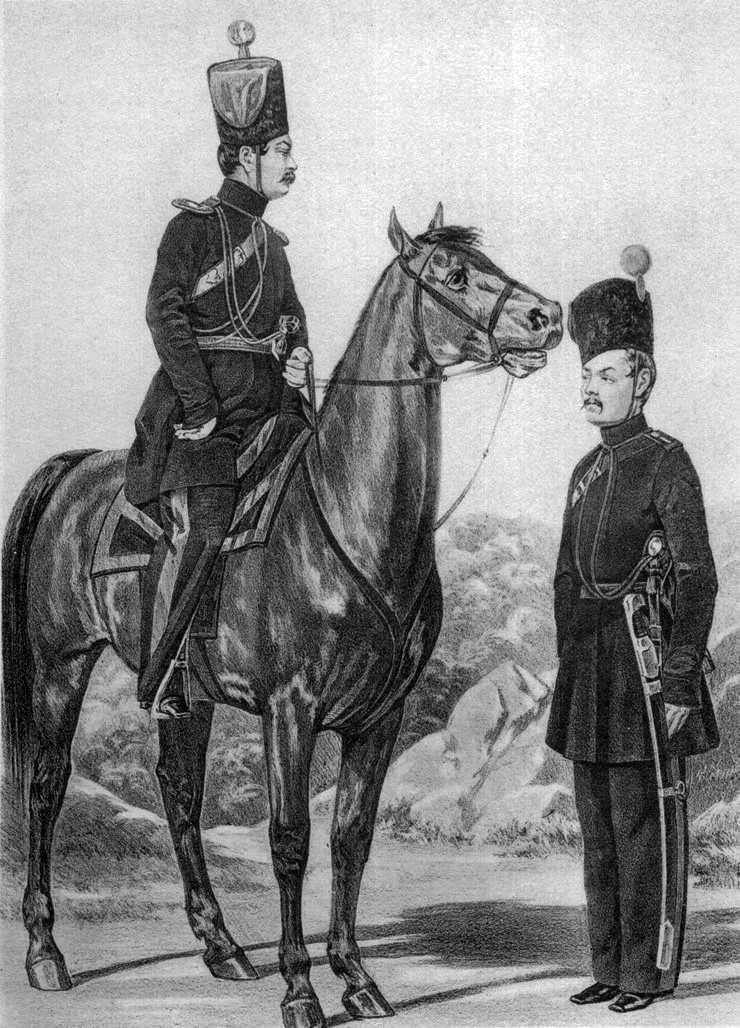
Обер-офіцер і козак мішарських кантонів. 1845 р.

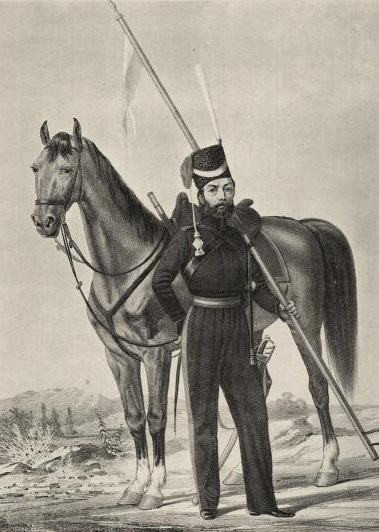
Рядовий Тептярських полків, 1819—1825.

Витоки війська відносять до XV—XVI ст., коли Московська держава приєднала до себе Мещеру з неселеними у ній татарами-мішарями, які стали складати особливе помісне військо. У Мещері ототожнювалося два, здавалося б, різних поняття «татари» і «козаки». Прості татари у московитів називалися козаками, та й самі вони себе теж називали козаками. Частину цих козаків Іван IV переселив на Суру для охорони східної України, решту депортували на Донщину. Відомий намісник Курмишского повіту новохрещений татарин Казаков — предок князів Шейсупових. Під натиском християнізації багато мишарів йшли на схід.
Пізніше, коли башкири увійшли до складу Московського царства, вони зберегли за собою право мати збройні формування. Достовірно відомо про участь башкирських кінних полків в боях на боці Московії у часи Лівонської війни.
Згідно з указом від 10(21) квітня 1798 року башкирське і мішарське населення краю було переведене до військово-служилого стану і зобов'язувалося нести прикордонну службу на східних рубежах Московії. В адміністративному вимірі були створені кантони, тим самим була остаточна введена кантону система управління в Башкортостані. Зауральські башкири виявилися в складі 2-го (Єкатеринбурзький і Шадринський повіти), 3-го (Троїцький повіт) і 4-го (Челябінський повіт) кантонів. 2-й кантон знаходився в Пермській, 3-й і 4-й — в Оренбурзькій губерніях.
У 1802—1803 рр. башкири Шадринського повіту були виділені в самостійний 3-й кантон. У зв'язку з цим змінилися і порядкові номери кантонів. Колишній 3-й кантон (Троїцький повіт) став 4-м, а колишній 4-й (Челябінський повіт) — 5-м. Територіально поділялося на 16 кантонів, в тому числі 11 башкирських і 5 мещерякських. Кількість і нумерація кантонів за час існування кілька разів змінювалася (до 50-х років XIX століття було вже 28 башкирських кантонів). На службу призивалися вояки у віці від 20 до 50 років, від 4—5 дворів по черзі виставлявся один чоловік.
Військо брало участь у Французько-російській війні 1812 року і закордонних походах 1813—1814 рр. (28 башкирських полків), російсько-турецькій війні 1828—1829 рр. (2 полки), Хивинському поході 1839—1840 рр., Кокандських походах 1852 і 1853 років, Кримській війні 1853—1856 рр. (2 полки). За сміливість при захисті Балтійського узбережжя від англо-французьких десантів особовому складу 1-го і 3-го Башкирських полків війська була оголошена подяка, а багатьом воїнам вручені медалі «В пам'ять війни 1853—1856 рр.»
Великі зміни системи кантонів управління були зроблені в 30-х роках XIX століття. До 1834 року Військо не мало ні військового отамана, ні спеціальної канцелярії, а кантонне начальство підпорядковувалося генерал-губернатору Оренбурзького краю. У серпні 1834 року був визначений перший командувач Башкирсько-мещерякського війська — полковник С. Ціолковський. З башкирського і мішарського населення краю утворили Башкирсько-мещерякське військо, що включало 17 кантонів. Останні були об'єднані в кураторії. Башкири й мишарі 2-го (Єкатеринбурзький і Червоноуфімський повіти) і 3-го (Шадринський повіт) кантонів входили до першої, 4-го (Троїцький повіт) і 5-го (Челябінський повіт) — до другої кураторії з центрами відповідно в Красноуфімську і Челябінську.
Законом «Про приєднання тептярів бобилів до Башкирсько-мещерякського війська» від 22 лютого 1855 року тептярські полки, що складалися з тептярів і бобилів, були включені до кантонної системи Башкирсько-мещерякського війська. Пізніше назва була змінена на Башкирське військо Законом «Про іменування надалі Башкирсько-мещерякського війська Башкирським військом. 31 жовтня 1855 року». На 1860 рік військо охоплювало територію:
Башкирское войско расположено во всех уездах Оренбургской губернии в уездах: Красноуфимском, Екатеринбургском, Шадринском и Осинском Пермской губернии; Елабужском и Сарапульском Вятской губернии; Бугульминском, Бузулукском и Бугурусланском Самарской губернии.— Вестник Императорского Русского Географического общества. XXIX ч. 1860. С-П.
Військо скасовано височайшим затвердженням думки Державної ради «Про передачу управління башкирами з військового у цивільне відомство» від 2 липня 1865 року. За «Положенням про башкирів» від 14 травня 1863 року башкири, мишарі, тептярі і бобирі були переведені в цивільне відомство.

## Комплектування війська
Правління Башкирсько-мещерякського війська комплектувалося з армійських штаб-офіцерів, кантонне (в пунктах постійної дислокації) і похідне (лінійне і експедиційне) керівництво — з башкир, мішарів і тептярів. А посадові особи Башкирсько-мещерякського війська комплектувалися з представників башкирських і мішарських феодалів. Вони призначалися кантонними начальниками і затверджувалися генерал-губернатором.
Чини війська поділялися на дійсні, класні і зауряд -чини. Армійські (підпрапорщик, прапорщик, поручик, капітан, майор, підполковник, полковник, генерал-майор), козачі (урядник, хорунжий, сотник, осавул, військовий старшина), дійсні і класні чини (від 14 до 12 класу) присвоювалися царем і військовим міністром за військові або особливі заслуги. До зауряд-чинів належали: зауряд-хорунжий, зауряд-сотник, зауряд-осавул, які присвоювалися генерал-губернатором. Башкирсько-мещерякське військо підпорядковувалося генерал-губернатору Оренбурзького краю.
На чолі війська стояв командувач, який мав, відповідно до веління імператора від 16 листопада 1850 р. і 2 серпня 1853 р. права начальника дивізії; за штатом йому покладався помічник на таких же правах, як у начальника штабу Оренбурзького козачого війська. Командувачу підпорядковувалася Канцелярія командувача Башкирсько-мещерякського війська, яка спочатку складалася з двох столоначальників, двох їхніх помічників, письмоводителя, двох писарів, перекладача і п'яти служителів. У 1840 році в зв'язку з ростом числа нерозібраних справ штат канцелярії був збільшений. У 1855—1863 рр. канцелярія перебувала на тимчасовому штаті: правитель канцелярії, чотири столоначальники й чотири їхніх помічники, четверо старших писарів, четверо молодших писарів, канцелярські службовці, а також архіваріус і його помічник, скарбник і його помічник, екзекутор, перекладач. Канцелярії війська підпорядковувалися в діловодних щодо піклувальники, стряпчі, кантони начальники башкирських кантонів, що мали власний штат помічників, перекладачів, писарів. У різний час до канцелярії прикомандировувалися чиновники і офіцери для виконання особливих доручень. Канцелярія утримувалася коштом військового капіталу.
У разі участі Башкирського війська в походах російської армії воно комплектувало п'ятисотенні полки, в яких за штатним розкладом передбачався військовий імам (полковий мулла). У командний склад башкирського козачого полку входили 30 осіб: командир полку, старшина, 5 осавулів, 5 сотників, 5 хорунжий, квартирмейстер, мулла, 1—2 писарі й 10 п'ятдесятників.
Для підготовки фахівців в Оренбурзькому Неплюєвському кадетському корпусі передбачалося 30 місць для дітей офіцерів війська.

## Служба

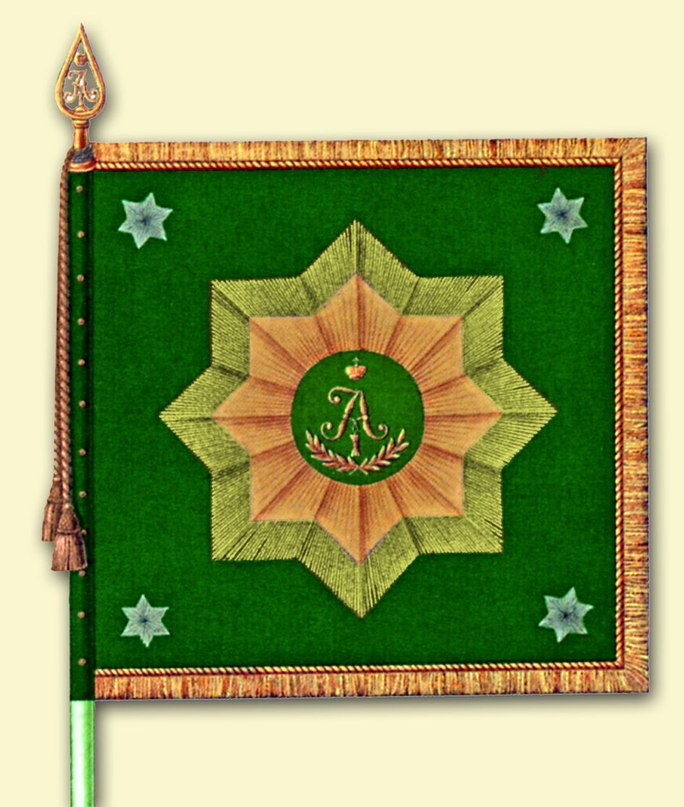
Прапор 9-го Башкирського кантону в 1805 році

Перед Французько-радянською війною 1812 року Оренбурзька прикордонна укріплена лінія проходила від річки Тобол до Каспійського моря і була розділена на п'ять дистанцій: від Звериноголовської фортеці до Верхньоуральська, від Верхньоуральська до Орської фортеці, від Орської фортеці до Оренбурга, від Оренбурга до Уральська, від Уральська до Гур'єва містечка. Зв'язок між фортецями підтримували невеликі проміжні укріплення — редути, перед прикордонної укріпленої лінією на відстані 2—7 верст один від одного стояли зміцнення для сторожових загонів — форпости. Кожна фортеця мала кілька застав. Між форпостами безперервною лінією тяглися загородження з березових або талових прутів. Така прикордонна служба башкирів тривала майже триста років, до 1840—1850 років, коли з приєднанням Казахстану до Росії кордони імперії відсунулися далеко на південний схід від Башкортостану. У 1798—1849 роках башкири щорічно виставляли на Оренбурзьку прикордонну лінію 5,5 тисячі осіб.
Охорону Оренбурзької лінії башкирська військо несло за свій рахунок. Постачання зброєю, одягом, кіньми і їстівними припасами воїнів вироблялося в порядку «підмоги», яка виявлялася усіма башкирами. Громадська допомога надавалася також господарствам відряджених на службу.

## Однострій

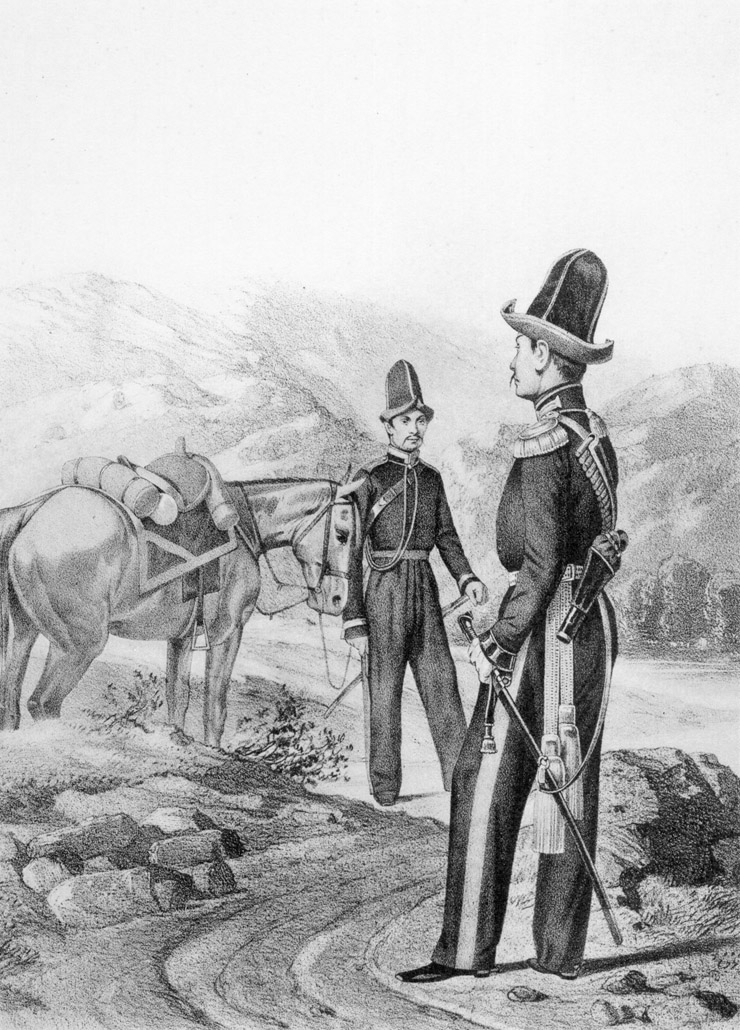
Урядник і штаб-офіцер башкирських кантонів. 1838—1845 рр.

Якоїсь статутної форми одягу в Башкирських полках до 1829 року не було. Воїни носили національні бойові костюми, на деяких вершниках були кольчуги. Зброєю служили списи, шаблі азійського типу, ґнотові рушниці з сошками. На поясі воїн носив сагайдак зі стрілами і налуччя з луком. На озброєнні у війську перебували пістолети, шаблі, луки, стріли і 2-метрові піки.
Однострій службовців Башкирського війська включало шапки, сині суконні мундири або куртки, світло-сині пояси, сині шаровари з червоними лампасами і чорні чоботи, а з 1844 року кашкети з синьою тулією і червоним околишем з кокардою, чекмені, ремені і чорні чоботи.
З 1846 року носіння форми стало обов'язковим тільки в разі відрядження службовців до західних і південних кордонів імперії.
В армійських козацьких військах в результаті реформ 1855 року козачі генерали, штаб- і обер-офіцери Башкирського війська носили такий однострій: напівкаптан білий з синім бешметом залишається, але на комірі бешмет і по краю рукавів напівкаптана, для означення чинів, нашитий срібна смуга: у генералів широка, у шт.-офіцер вузька, у об.-офіцерів галунна стрічка залишається якою була. Замість еполетів червоні суконні погони з галунами, за чинами. Еполети і чекмень скасовані.

## Кантони і чисельність війська
У 1798—1803 рр. було 11 башкирських кантонів і 5 мещерякських кантонів. Башкирські кантони територіально були розташовані в таких районах: 1-й в Пермському і Осинському повітах; 2-й — в Єкатеринбурзькому і Шадринському повітах Пермської губернії; 3-й — в Троїцькому повіті, 4-й — в Челябінському, 5-й — в Бірському, 6-й — у Верхньоуральському, 7-й — в Уфимському, 8-й — в Стерлитамакському, 9-й — в Оренбурзькому, 10-й — в Бугульмінському і 11-й — в Мензелінському повіті Оренбурзької губернії.
У 1803 р. був утворений ще один башкирський кантон виділенням у самостійну адміністративну одиницю башкир Шадринського повіту і їх стало 12 (1-й — в Осинському і Пермському повітах, 2-й — в Єкатеринбурзькому і Красноуфимському і 3-й — в Шадринському пермської губернії).

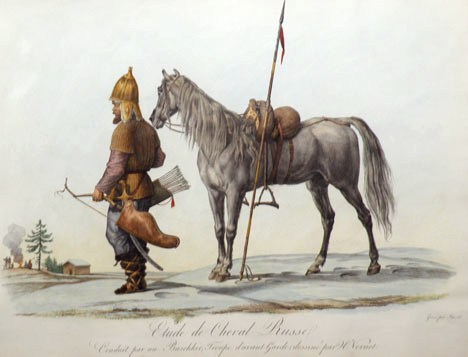
Башкир. Велика французька літографія, виконана Язетом (1788—1871) по малюнку Горанке Вернета. Близько 1840 року.

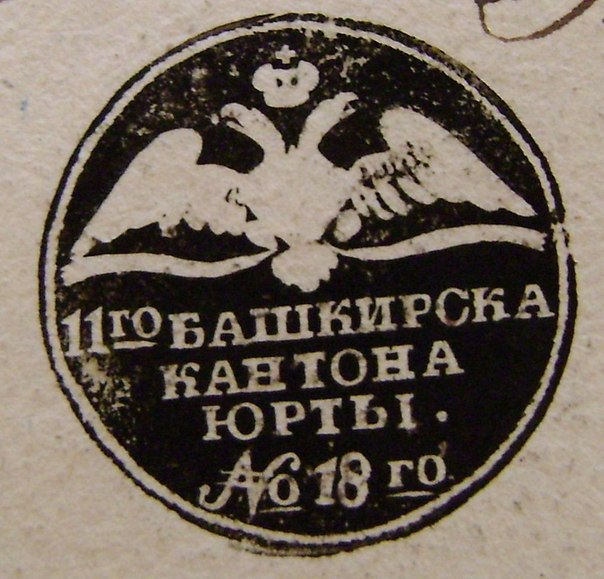
Печітка 18-го юрта 11-го Башкирського кантону

У 1832 році 4-й кантон, розташований в Троїцькому повіті, був поділені на 2: 4-й Загорний і 4-й Західний. У Челябінському повіті перебував 5-й; у Верхньоуральському — 6-й; в Уфимському — 7-й; в Стерлитамакському — 8-й; в Оренбурзькому — 9-й; в Бірському — 10-й; в Мензелінському, Єлабужському, Сарапульському — 11-й; в Бугульмінському і Белебеєвському повітах — 12-й.
У 1847 році 4-й Західний кантон в Троїцькому повіті перейменований в 5-й кантон.
Існуючий до цього 5-й кантон відповідно отримав порядковий номер 6, а 6-й стає 7-м, 7-й — 8-м і тощо. Так, в 1832—1847 рр. в Башкирсько-мещерякському війську були два кантони під одним і тим же номером; з 1847 по 1855 рік башкири мали 13, а мишари — 4 (в 1847 р. 5-й мішарський кантон, розташований у Бугульмінському повіті, був ліквідований шляхом перерахування його жителів до сусідніх башкирських кантонів). У період з 1855 по 1863 рік з приєднанням до башкирського війська тептярів і бобирів кількість кантонів доходила до 28.
У 1863—1865 рр. всі 28 кантонів були зведені в 11 кантонів за повітовим принципом. Тому кантони мали і номера, і повітову назву: 1-й кантон називався Оренбурзьким, 2-й — Верхньоуральським, 3-й — Троїцьким, 4-й — Челябінським, 5-й — Червоноуфимським, 6-й — Бірським, 7-й — Мензелінським, 8-й — Бугурусланським, 9-й — Белебеєвським, 10-й — Уфимським і 11-й — Стерлитамакським.
У 1856 році Башкирське військо було розділене на 28 кантонів.
У 1863—1865 рр. всі 28 кантонів знову були зведені в 11 кантонів за повітовим принципом.
У 1850 році населення Башкирсько-мещерякського війська становило 546 тисяч башкирів і мішарів, при цьому башкири становили 83 % їх загального числа.
У 1855 році до складу Башкирсько-мещерякського війська були включені 266 тисяч тептярів і бобилів. У 1858 році населення війська становило 834 тисячі осіб.
Чисельність населення Башкирсько-мещерякського війська за дев'ятою ревізією:
| Губернії і землі                             | Повіти й округи                                                | № кантону                                    | число жителів       | число жителів       | число жителів       |
| Губернії і землі                             | Повіти й округи                                                | № кантону                                    | чоловік. статі      | жін. статі          | обох статей         |
| Башкирські кантони:                          | Башкирські кантони:                                            | Башкирські кантони:                          | Башкирські кантони: | Башкирські кантони: | Башкирські кантони: |
| -------------------------------------------- | -------------------------------------------------------------- | -------------------------------------------- | ------------------- | ------------------- | ------------------- |
| Пермська                                     | Осинський і Красноуфимський                                    | 1                                            | 9507                | 8516                | 18 023              |
| Пермська                                     | Красноуфимський і Єкатеринбурзький                             | 2                                            | 6884                | 6443                | 13 327              |
| Пермська                                     | Шадринський                                                    | 3                                            | 9695                | 8581                | 18 276              |
| Оренбурзька                                  | Троїцький і Верхньоуральський                                  | 4                                            | 5748                | 5748                | 11 512              |
| Оренбурзька                                  | Троїцький                                                      | 5                                            | 6224                | 5955                | 12 179              |
| Оренбурзька                                  | Челябінський                                                   | 6                                            | 19 837              | 17 453              | 37 290              |
| Оренбурзька                                  | Верхньоуральський і Оренбурзький                               | 7                                            | 30 298              | 28 415              | 58 713              |
| Оренбурзька                                  | Стерлитамакський і Верхньоуральський                           | 8                                            | 24 248              | 23 542              | 47 790              |
| Оренбурзька                                  | Уфимський                                                      | 9                                            | 12 763              | 12 143              | 24 906              |
| Оренбурзька і Самарська                      | Оренбурзький, Стерлитамакський, Бугурусланський і Бузулукський | 10                                           | 45 997              | 44 218              | 90 213              |
| Оренбурзька і Вятська                        | Бирський і Сарапульський                                       | 11                                           | 30 452              | 29 485              | 59 937              |
| Оренбурзька і Вятська                        | Бирський і Сарапульський                                       | 12                                           | 27 350              | 27 053              | 54 403              |
| Оренбурзька і частина Самарської             | Белебеєвський і Бугульминський                                 | 13                                           | 30 957              | 30 681              | 61 638              |
| Разом:                                       | Разом:                                                         | Разом:                                       | 259 976             | 248 233             | 508 209             |
|                                              |                                                                |                                              |                     |                     |                     |
| Мещерякські кантони:                         |                                                                |                                              |                     |                     |                     |
| Оренбурзька і Самарська                      | Стерлитамакський, Белебеєвський і Бугурусланський              | 1                                            | 5150                | 5266                | 10 416              |
| Оренбурзька                                  | Уфимський і Бирський                                           | 2                                            | 16 969              | 16 612              | 33 590              |
| Оренбурзька                                  | Бирський                                                       | 3                                            | 13 060              | 12 591              | 25 651              |
| Оренбурзька                                  | Уфимський, Белебеєвський і Мензелінський                       | 4                                            | 8648                | 8495                | 17 143              |
| Разом:                                       | Разом:                                                         | Разом:                                       | 43 827              | 42 973              | 86 800              |
| Всього в башкирських і мещерякських кантонах | Всього в башкирських і мещерякських кантонах                   | Всього в башкирських і мещерякських кантонах | 303 803             | 291 206             | 595 009             |

## Командувачі війська
- полковник, з 1838 генерал-майор С. Ціолковський (4.12.1834-28.11.1840);
- підполковник, з 1843 полковник Н. Балкашинов (28.11.1840-2.4.1845);
- полковник, з 1846 року генерал-майор Г. Жуковський (1846—1848);
- полковник Н. Беклемишев (04.1849-20.12.1850);
- генерал-майор Я. Середа (04.1851-30.10.1851);
- (т.в.о.) полковник граф І. Толстой (30.10.1851-04.1852);
- генерал-майор Н. Балкашинов (25.12.1851-05.1853);
- (т.в.о.) підполковник А. Толмачов (05.1853-02.1854);
- генерал-майор, з травня 1856 генерал-лейтенант Н. Балкашинов (02.1854-05.1858);
- (т.в.о.) полковник Х. Рейтерн (05.1858-08.1859);
- (т.в.о.) полковник А. Сінбірін (12.08.1859-01.02.1860);
- генерал-майор Н. Тетеревніков (01.02.1860-04.1862);
- (т.в.о.) полковник А. Богуславський (05.1862-1864).